# Casanova (Rondò Veneziano)
Casanova è il settimo album in studio del gruppo Rondò Veneziano, pubblicato nel 1985 dalla Baby Records ed arrivato in prima posizione in Svizzera per 3 settimane. In Benelux è stato pubblicato nel 1985 dalla Baby Records con una copertina diversa.
La copertina è di Angus McKie e il logo dell'orchestra di Erminia Munari ed Enzo Mombrini.

## Descrizione
Il brano omonimo e la copertina si ispirano alla figura del grande seduttore veneziano Giacomo Casanova, ma non si tratta di un concept album, in quanto gli altri brani sono slegati. L'album è stato utilizzato anche per le colonne sonore della telenovela messicana Cadenas de Amargura produzione di Televisa nel 1991.
Cecilia era apparsa come inedito nell'album L'Odyssée de Venise del 1984.
In Germania ed Austria è stato pubblicato dalla Baby Records come Odissea veneziana, con una scaletta modificata e alcuni brani estratti dall'omonimo album originale Odissea veneziana.

## Tracce

### Casanova
1. Casanova (Gian Piero Reverberi e Laura Giordano) - 3:08
2. Donna Lucrezia (Gian Piero Reverberi e Laura Giordano) - 3:00
3. Nuovi orizzonti (Gian Piero Reverberi e Laura Giordano) - 3:14
4. Nostalgia di Venezia (Gian Piero Reverberi e Laura Giordano) - 2:29
5. Rosaura (Gian Piero Reverberi e Laura Giordano) - 2:38
6. Giardino incantato (Gian Piero Reverberi e Laura Giordano) - 5:14
7. Sogno veneziano (Gian Piero Reverberi e Laura Giordano) - 3:17
8. Bettina (Gian Piero Reverberi e Laura Giordano) - 3:10
9. Preludio all'amore (Gian Piero Reverberi e Laura Giordano) - 2:58
10. L'orientale (Gian Piero Reverberi e Laura Giordano) - 3:41
11. Interludio (Gian Piero Reverberi e Laura Giordano) - 3:43
12. Cecilia[1] (Gian Piero Reverberi e Laura Giordano) - 3:16

### Odissea veneziana
1. Odissea veneziana[2] (Gian Piero Reverberi e Dario Farina) - 2:34
2. Sogno veneziano (Gian Piero Reverberi e Laura Giordano) - 3:14
3. Bettina (Gian Piero Reverberi e Laura Giordano) - 3:09
4. Preludio all'amore (Gian Piero Reverberi e Laura Giordano) - 2:57
5. L'orientale (Gian Piero Reverberi e Laura Giordano) - 3:39
6. Interludio (Gian Piero Reverberi e Laura Giordano) - 3:16
7. Cecilia[1] (Gian Piero Reverberi e Laura Giordano) - 3:15
8. Casanova (Gian Piero Reverberi e Laura Giordano) - 3:06
9. Donna Lucrezia (Gian Piero Reverberi e Laura Giordano) - 2:59
10. Nuovi orizzonti (Gian Piero Reverberi e Laura Giordano) - 3:13
11. Nostalgia di Venezia (Gian Piero Reverberi e Laura Giordano) - 2:27
12. Rosaura (Gian Piero Reverberi e Laura Giordano) - 2:37
13. Giardino incantato (Gian Piero Reverberi e Laura Giordano) - 5:13
14. Rosso veneziano[2] (Gian Piero Reverberi e Laura Giordano) - 3:03

## Le composizioni

### Casanova
Allegro in do diesis minore - Televis Edizioni Musicali

### Donna Lucrezia
Lento in fa maggiore - Televis Edizioni Musicali e Reverberi Edizioni Musicali

### Nuovi orizzonti
Moderato in si maggiore - Televis Edizioni Musicali e Reverberi Edizioni Musicali

### Nostalgia di Venezia
Allegro in mi maggiore - Televis Edizioni Musicali e Reverberi Edizioni Musicali

### Rosaura
Allegro in la maggiore - Televis Edizioni Musicali e Abramo Allione Edizioni Musicali

### Giardino incantato
Lento - Moderato in re maggiore - Televis Edizioni Musicali e Reverberi Edizioni Musicali

### Bettina
Allegro (in 2) in la minore - Televis Edizioni Musicali e Reverberi Edizioni Musicali

### Preludio all'amore
Moderatamente in mi bemolle maggiore - Televis Edizioni Musicali e Reverberi Edizioni Musicali

### L'orientale
Moderato in re minore - Televis Edizioni Musicali e Reverberi Edizioni Musicali

### Interludio
Moderato in do maggiore - Televis Edizioni Musicali e Reverberi Edizioni Musicali

### Cecilia
Allegro in re maggiore - Televis Edizioni Musicali e Reverberi Edizioni Musicali

## Classifiche
| Paese    | Posizione raggiunta |
| -------- | ------------------- |
| Italia   | 6                   |
| Svizzera | 1                   |

## Formazione
- Gian Piero Reverberi - direzione d'orchestra, pianoforte in Preludio all'amore, tastiere, sintetizzatori
- Rondò Veneziano:
  - violino solista in Giardino incantato;
  - violini primi;
  - violini secondi;
  - viole;
  - violoncelli;
  - contrabbasso;
  - oboe;
  - flauto;
  - clarinetto;
  - tromba;
  - corno francese;
  - cembalo;
  - batteria;
  - basso elettrico.